# TinyURL
TinyURL — сервис сокращения URL-адресов, который предоставляет короткие альтернативные имена для перенаправления длинных URL-адресов. Разработанный Кевином Гилбертсоном сервис по размещению в новостных сервисах коротких ссылок, которые имели изначально громоздкие длинные адреса, начал работу в январе 2002 года. TinyURL стал первым сервисом по сокращению URL-адресов, является одним из старейших сервисов сокращения ссылок, который по состоянию на 2022 год работал более 20 лет.

## История
Разработанный 24-летним программистом Кевином Гилбертсоном сервис по размещению в новостных сервисах коротких ссылок, которые имели изначально громоздкие длинные адреса, начал работу в январе 2002 года. В 2004 году сервис генерировал около 80 миллионов коротких URL ежемесячно.
С 2002 по 2009 год сервис TinyURL использовался соцсетью Twitter.

## Возможности сервиса
На домашней странице TinyURL находится форма, в которую можно сразу ввести длинный электронный адрес для сокращения. Для каждого введенного URL-адреса сервер добавляет новое альтернативное имя в свою хэш-таблицу и присваивает этому имени короткий URL-адрес. TinyURL предлагает API, который помогает приложениям автоматически создавать короткие доменные адреса
Чтобы просмотреть полный URL-адрес из короткого TinyURL, пользователь может сначала посетить страницу TinyURL и включить предварительный просмотр в качестве параметра cookie браузера по умолчанию или скопировать и вставить короткий URL-адрес в адресную строку браузера. Для создателей ярлыков также есть возможность укорачивания адреса ссылки во время её создания.